# Andalucía/2012
Deze pagina geeft een overzicht van de Andalucía- wielerploeg in 2012.

## Algemeen
Algemeen manager: Antonio Cabello
Ploegleiders: Fernando Devecchi, Francisco José Martínez
Fietsmerk: Orbea

## Renners
| Naam                 | Geboortedatum | Nationaliteit | Ploeg 2011                                |
| -------------------- | ------------- | ------------- | ----------------------------------------- |
| José Vega Aguilar    | 17-11-1986    | Spanje        |                                           |
| Antonio Cabello      | 05-01-1990    | Spanje        |                                           |
| José Luis Cano       | 28-04-1988    | Spanje        |                                           |
| Sergio Carrasco      | 17-02-1985    | Spanje        |                                           |
| Gustavo César Veloso | 29-01-1980    | Spanje        | geen                                      |
| Javier Chacón        | 29-07-1985    | Spanje        | Stagiair (vanaf augustus 2011)            |
| Pablo Lechuga        | 16-08-1990    | Spanje        |                                           |
| Juan José Lobato     | 29-12-1988    | Spanje        |                                           |
| Roman Osuna          | 15-09-1989    | Spanje        | Stagiair (vanaf augustus 2011)            |
| Adrián Palomares     | 18-02-1976    | Spanje        |                                           |
| Javier Ramirez       | 14-03-1978    | Spanje        |                                           |
| José Luis Roldán     | 13-11-1985    | Spanje        |                                           |
| Jesús Rosendo        | 16-03-1982    | Spanje        |                                           |
| Eloy Ruiz            | 07-01-1989    | Spanje        |                                           |
| Jordi Simón          | 06-09-1990    | Spanje        | Stagiair (vanaf augustus 2011) Caja Rural |
| José Toribio Alcolea | 22-12-1985    | Spanje        |                                           |

## Belangrijke overwinningen
| Ronde van Chili 2e etappe: Juan José Lobato 5e etappe B: Adrián Palomares 7e etappe: Javier Ramirez 10e etappe: Juan José Lobato Ruta del Sol 1e etappe: Javier Ramirez Ronde van Azerbeidzjan 1e etappe: Javier Ramirez 5e etappe: Javier Chacón Eindklassement: Javier Ramirez Ronde van het Qinghaimeer 2e etappe: Juan José Lobato |

2005 · 2006 · 2007 · 2008 · 2009 · 2010 · 2011 · 2012 · 2013